# نادي كيركيدا
النادي الثقافي والرياضي لكيركيدا هو نادي كرة قدم إسباني يتمركز في كيركيدا، في منطقة غاليسيا ذاتية الحكم. تأسس في 1968، ويلعب في الدوري الإسباني الدرجة الثانية ب – المجموعة 1، ويستضيف مبارياته في ملعب أو روتشو، الذي يتسع لـ2500 مقعد.